# Zack de la Rocha
Zacarías Manuel (Zack) de la Rocha (Long Beach, Californië, 12 januari 1970) is een Amerikaans rapper, musicus, dichter en activist van Mexicaanse, Duitse en Ierse afkomst. Hij is vooral bekend als vocalist en songwriter van de Amerikaanse band Rage Against the Machine. In 2000 verliet hij de band, waarna de overige leden doorgingen als Audioslave.
In 2007 en 2008 kwam Rage Against the Machine bij elkaar voor een reeks reünie-concerten. Sinds 2008 heeft De la Rocha met Jon Theodore ook het project One Day as a Lion.
De la Rocha staat bekend om zijn politieke opvattingen. Hij keerde zich tegen het kapitalisme en de Amerikaanse regering en gaf vaak steun aan socialistische groeperingen in de wereld en individuen zoals Mumia Abu-Jamal.

## Biografie

### Jeugd en Inside Out
Zack de la Rocha werd geboren in Long Beach als zoon van Roberto ("Beto") en Olivia de la Rocha. Beto was lid van Los Four, een Chicano-groepering die kunst maakte. Toen Zack amper één jaar oud was scheidde zijn moeder vanwege religieuze verschillen van zijn vader en verliet ze met Zack het huis. Zij vertrok van Long Beach naar Irvine zodat ze haar studie antropologie af kon ronden. Zack ging voor het eerst naar school in Irvine. Daar ontmoet hij ook Tim Commerford.
In 1983 kreeg Beto een hartverzakking en -stoornissen. Door die incidenten werd hij een fanatieke christen en hij begon volgens de Bijbel te leven. Een gevolg daarvan was dat hij ook geen kunstwerken meer mocht maken.
Zack bezocht zijn vader in Lincoln Heights (een buurt met een Mexicaans-Amerikaanse meerderheid) indertijd vaak in het weekend. Daar werd hij gedwongen om met Beto dagenlang te bidden. Dat deed hij door de gordijnen in het huis te sluiten en in volledige stilte te zitten. Vaak kreeg Zack in het gehele weekend alleen op vrijdagavond te eten. Ook moest hij zijn vader helpen met het vernietigen van zijn schilderijen.
Dat werd Zack allemaal te veel: hij vluchtte voorgoed naar zijn moeder in Irvine, een van de meest blanke steden in Zuid-Californië. Zack leed aan een identiteitscrisis en voelde zich in de twee culturen waar hij vandaan kwam niet thuis. Hij werd vaak het slachtoffer van pesterijen door leerlingen en leraren op zijn high school. Soms kwamen er ook racistische opmerkingen van zijn docenten, met als reden om hem op te jutten. De la Rocha: "Ik weet nog dat ik daar zat, klaar om te exploderen. Ik was niet een van deze mensen. Dit waren niet mijn vrienden. Ik zat daar maar, stilletjes. Ik durfde niets te zeggen. (...) Ik zei tegen mezelf dat ik nooit meer zou zwijgen. Ik zou nooit meer zo reageren; in welke situatie dan ook."
Door zijn situatie begon De la Rocha met het gebruiken van drugs. Ook raakte hij zo beïnvloed door bands als Sex Pistols en Bad Religion dat hij zelf een gitaar pakte en muziek begon te maken. Hij ging muzieklessen volgen op school en kreeg Tim Commerford zo ver dat hij samen met hem de lessen ging volgen. Hij kwam in de hardcore- en punkscene terecht en vormde enige tijd met Commerford de band Juvenile Expression. Later kwam hij in de band Hard Stance terecht, waar hij zanger en gitarist werd. In augustus 1988 vormde De la Rocha samen met enkele leden van Hard Stance de band Inside Out. Daarin gaf hij de gitaar op om leadzanger te worden. Hij schreef enkele nummers en de band had een paar optredens in lokale cafés. Het publiek was echter niet positief en de band besloot uit elkaar te gaan.
Een jaar later kwam de band toch weer bij elkaar, ditmaal met een nieuwe gitarist. Na hun eerste optreden in Riverside werd het nummer "No Spiritual Surrender" positief beoordeeld. De band werd bekender en begon een toer in het oosten van de VS samen met de bands Shelter en Quicksand. Later bracht de band de ep No Spiritual Surrender uit. Eind juni 1990 besloot gitarist Victor DiCara naar Shelter over te stappen. De la Rocha en bassist Mark Hayworth probeerden de band nog bij elkaar te houden, maar dat mislukte: in april 1991 viel Inside Out uit elkaar.

### 1991–2000: Rage Against the Machine
Gitarist Tom Morello, die in 1986 van Illinois naar Los Angeles vertrok om in een rockband te spelen, ontmoette De la Rocha toen hij in een club stond te freestylen met een paar vrienden. De geluidsinstallatie was echter zo slecht, dat Morello geen idee had waar De la Rocha het over had. Omdat hij toch nieuwsgierig was naar de woede die De la Rocha uitstraalde, besluit hij hem backstage op te zoeken. De twee raakten aan de praat en nadat Morello in De la Rocha's tekstboek had gelezen, besloten ze een band op te richten. Morello belde Brad Wilk, een drummer en vriend die hij leerde kennen toen hij (zonder succes) auditie deed voor Morello's vorige band Lock Up. De la Rocha nam op zijn beurt contact op met Commerford en rond november 1991 werd Rage Against the Machine opgericht.
De naam Rage Against the Machine is afgeleid van een gelijknamig nummer van Inside Out.
De band hield zijn eerste optreden in een huiskamer van een vriend van Commerford. Meerdere shows volgden, waarbij ze een demo uitdeelden die 5000 maal verkocht werd. Epic Records pikte de band op en nam daar het debuutalbum Rage Against the Machine op, dat driemaal platina kreeg in de VS. Na de toer voor het eerste album ontstonden er problemen in de band: de onderlinge band was niet sterk genoeg en de leden besloten samen in een huis te gaan wonen. Dat werd geen succes en De la Rocha vluchtte hierdoor naar Chiapas, de andere bandleden achterlatend. Dit incident zorgde ervoor dat ze meer dan 4 maanden niet met elkaar speelden. Het tweede album Evil Empire werd ondanks alles in 1996 uitgebracht. Het derde album werd The Battle of Los Angeles. Tussendoor werkte De la Rocha samen met KRS-One, Chuck D en Public Enemy. In 2000 kwam Renegades uit, een album met uitsluitend covers.

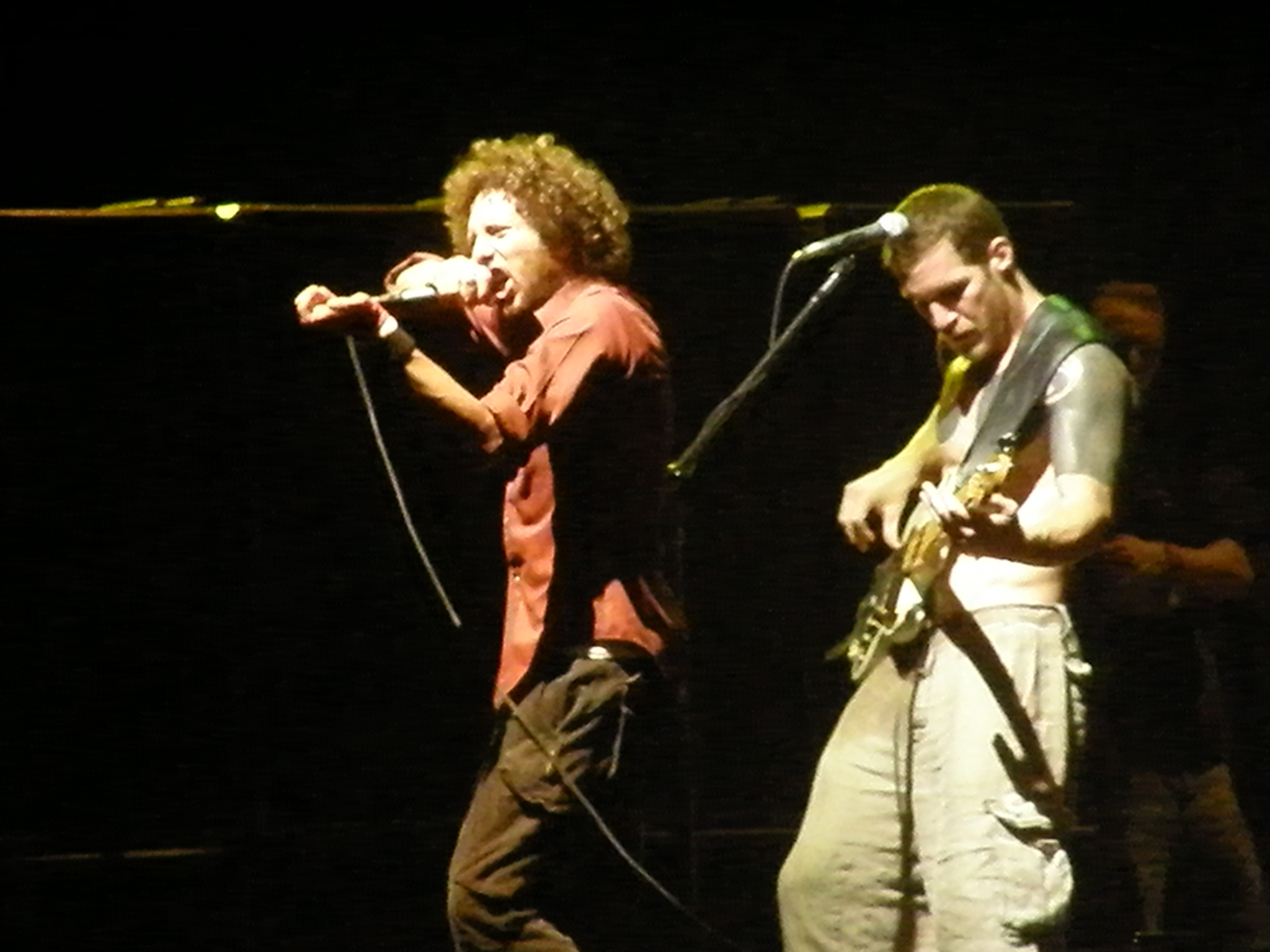
De la Rocha en Commerford tijdens de terugkeer van de band in 2007 op Coachella.

Op 18 oktober 2000 verklaarde De la Rocha dat hij Rage Against the Machine zou verlaten. De opsplitsing was een bevestiging voor wat fans al dachten: er was geen goede relatie meer tussen De la Rocha en de overige bandleden. De geruchten gingen dat De la Rocha het niet eens was met het uitbrengen van het album Renegades. Een ander incident wekte ook de woede van De la Rocha. Tijdens de MTV Video Music Awards van 2000 zorgde Tim Commerford voor het meest spraakmakende moment van de avond door een stellage op het podium te beklimmen tijdens de Best Video Award-uitreiking.
De la Rocha vertrok na het aanschouwen van het tafereel meteen uit de zaal om zijn ongenoegen erover te uiten. De la Rocha over de splitsing met de band: "Ik denk dat het nu noodzakelijk is om Rage te verlaten omdat het maken van beslissingen in de band gefaald heeft. De belangen liggen niet langer in de band, en vanuit mijn perspectief gaat dat ten koste van de creativiteit en politieke idealen. Ik ben enorm trots op ons werk, zowel als activisten als muzikanten. Daarbij ben ik ook trots en dankbaar voor iedereen die solidair met ons was en deze geweldige ervaring met ons heeft gedeeld."
Het einde van Rage Against the Machine gaf De la Rocha ruimte om te werken aan een soloalbum. De rest van de bandleden besloot samen door te gaan met het maken van muziek: zij voegden zich bij Soundgarden-zanger Chris Cornell om Audioslave te vormen.

### 2001–heden: solocarrière en reünie
De la Rocha begon intensief samen te werken met Nine Inch Nails-zanger Trent Reznor. Samen produceerden ze ongeveer 20 nummers. Volgens Reznor zouden de nummers echter nooit worden uitgebracht, omdat De la Rocha er op dat moment nog niet klaar voor was om een album op te nemen. Eén nummer kwam echter wel uit: "We Want It All", een nummer dat op een compilatie-cd van Michael Moore verscheen. Daarnaast deed De la Rocha wat samenwerkingen, waarvan "March of Death" (2003), een protest tegen de Oorlog in Irak met DJ Shadow, de bekendste is. In september 2007 rondde De la Rocha zijn soloalbum af, waar hij 7 jaar aan had gewerkt. Daarbij heeft hij de meeste hulp gehad van voormalig Mars Volta-drummer Jon Theodore. Daarnaast werkte hij ook met DJ Shadow, Trent Reznor en ?uestlove. Het album is tot op heden nog niet uitgebracht.
Op 14 april 2007 speelden De la Rocha en Morello voor het eerst weer samen, in The House of Blues in Chicago. Dit was in het kader van een protest tegen fair food met de Coalition of Immokalee Workers. De la Rocha verzorgde de vocalen terwijl Morello op een akoestische gitaar speelde. Ze speelden een onbekend nummer, dat De la Rocha schreef over de rechtszaak die de boeren wonnen van McDonald's en Taco Bell. Het eerste echte reünie-concert was op 29 april tijdens het Coachella Valley Music and Arts Festival, waar de band de afsluitende act was. Van tevoren werd aangekondigd dat dit concert eennmalig was, maar dat werd in twijfel getrokken toen Chris Cornell Audioslave verliet. Later speelde de band nog 4 concerten tijdens het Rock The Bells Festival. In 2008 vervolgde de band de toer met enkele concerten in Australië en Nieuw-Zeeland en een volledige Europese concertreeks.
In 2008 richtte De la Rocha met Jon Theodore One Day as a Lion op. Zij brachten in hetzelfde jaar de ep One Day as a Lion uit.

## Politieke kwesties

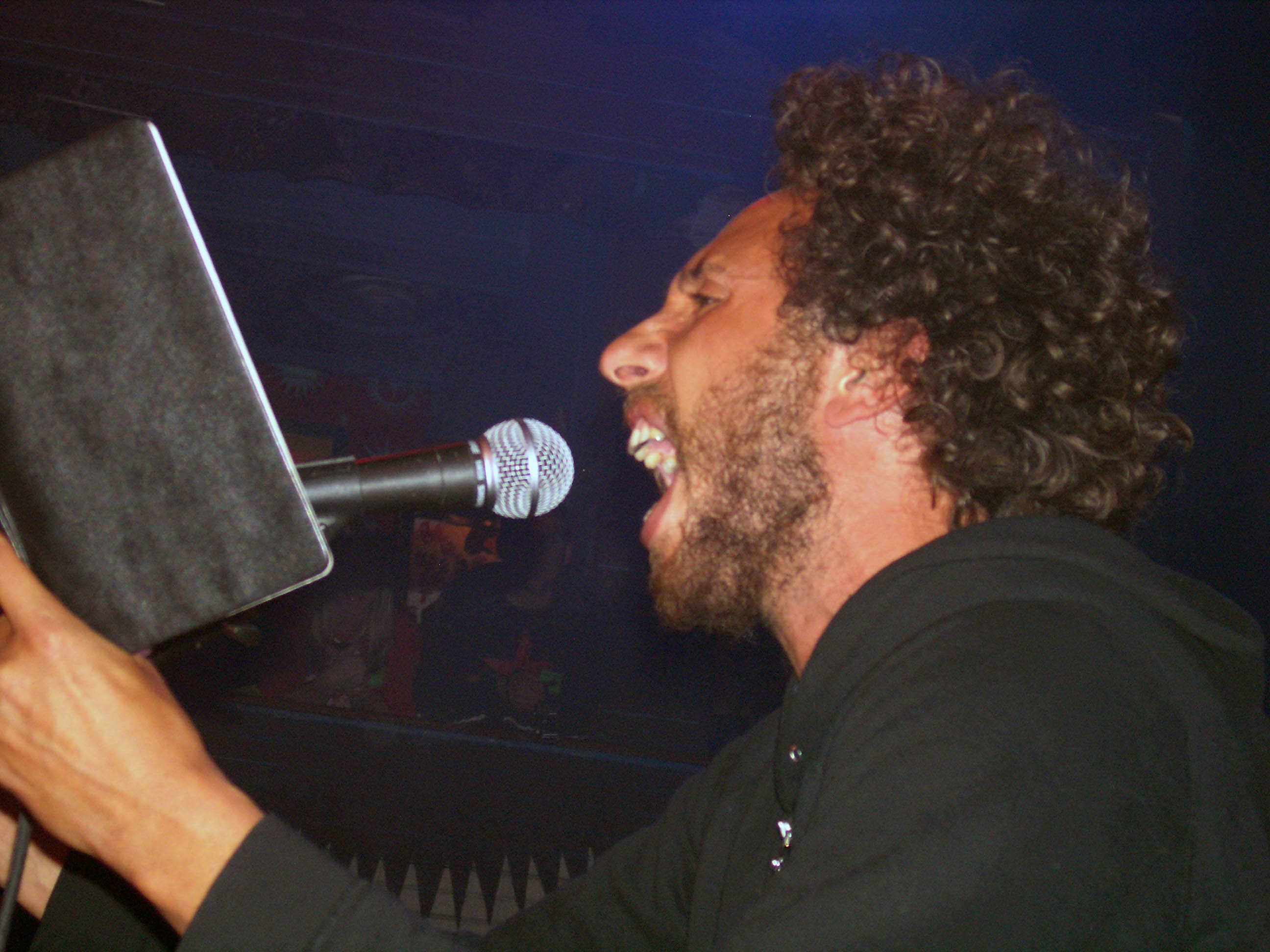
De la Rocha bij de CIW-protesten in 2007.

De la Rocha is zwaar beïnvloed door zijn achtergrond als Mexicaans-Amerikaan. Hij kreeg een band met zijn achtergestelde landgenoten in de Verenigde Staten. In zijn moeilijke jeugd ontwikkelde hij een soort woede die er in Rage Against the Machine allemaal uitkwam. Van grote invloed voor hem waren hiphop-groepen zoals KRS-One, Public Enemy en Run DMC, die de problemen van zwarte minderheden in de VS aan de kaak stelden.
De la Rocha heeft zich ook achter Mumia Abu-Jamal geschaard, een Black Panther-activist die de doodstraf afwacht nadat hij in 1981 een politieagent dood zou hebben geschoten. Abu-Jamal wordt door velen als onschuldig gezien, met als argumenten een oneerlijke rechtszaak en een van tevoren bedacht plan om hem op te pakken. Een ander persoon die De la Rocha steunt is Leonard Peltier, een Indiaanse Amerikaan die tot een levenslange straf veroordeeld werd voor het vermoorden van 2 FBI-agenten. De la Rocha heeft op zijn linkerschouder een tatoeage van de legendarische burgerrechtenactivist Martin Luther King.

### Amerikaanse regering
Een monumentale speech hield De la Rocha tijdens het laatste concert van Rage Against the Machine in 2000:
«Dus wie kwam en hielp ons tijdens de Democratic National Convention? Ik heb nog nooit zoveel politie gezien in mijn hele leven. Het was alsof iedereen wist dat iedereen kwam. Het enige doel wat we hadden was het duidelijk maken dat zowel de Democraten als de Republikeinen dit land verraden hebben. En wat doen ze als we ons recht van weerstand benutten? Ze openen het vuur op de massa. Het maakt mij niets uit dat de televisiezenders zeiden dat het geweld door concertgangers werd veroorzaakt, deze klootzakken schoten op mensen. Het is belachelijk want niemand van ons had rubberen kogels, M16's, gummiknuppels of helmen. We hadden alleen onze vuisten, onze stem, onze microfoons, onze gitaren en drums. En elke keer als we geslagen worden op straat, gaan we naar de rechter die ons verhaal niet aan wil horen. Kijk maar wat er met Amadou Diallo is gebeurd. Ze hebben 41 keer op hem geschoten en alle vier de agenten werden vrijgepleit. Het is tijd voor een verandering in dit land.»
De samenwerking tussen De la Rocha en DJ Shadow resulteerde in het nummer "March of Death". De la Rocha maakte bij de uitgave van het nummer een statement:
«Zonder enige aanleiding of reden, zonder legale en morele juistheid, en zonder bewijs dat Irak daadwerkelijk een gevaar is voor de Verenigde Staten, is de regering-Bush ten oorlog getrokken. Terwijl ik dit schrijf, vallen er bommen op hulpeloze burgers in Bagdad door het voortzetten van een beleid dat al aan 1 miljoen Irakezen het leven heeft gekost. Mensen die net als wij zijn, maar in een hoek gedreven worden door aan de ene kant een dictator (bedoeld werd Saddam Hoessein), aan de andere kant de Amerikaanse agressie en onder hun de olie; waar zij ogenschijnlijk voor worden geslachtofferd. Leugens, straffen en kruisraketten hebben nog nooit voor een vrije een eerlijke gemeenschap gezorgd. Alleen alledaagse mensen kunnen dat. Daarom sluit ik me aan bij de miljoenen mensen die zich tegen Bush en zijn drang naar expansie ten koste van de mensenrechten keren. In deze geest geef ik dit nummer uit voor iedereen die bereid is om te luisteren. Ik hoop dat het ons niet alleen aan het denken zet, maar ons ook inspireert om te handelen en te spreken.»
De la Rocha heeft zich meerdere malen gekeerd tegen de Amerikaanse regering. Tijdens het reünie-concert op Coachella in 2007 vertelde De la Rocha:
«Als de Amerikaanse presidenten dezelfde straffen zouden krijgen als de Nazi's na de Tweede Wereldoorlog, zou elke president vanaf Truman opgehangen en gefusilleerd moeten worden zoals elke oorlogsmisdadiger verdient. Het huidige kabinet is daar geen uitzondering op. Maar waar wij tegen strijden, gaat verder dan kabinetten en verkiezingen. Omdat het gehele verrotte systeem zo achterbaks en oneerlijk is geworden, moeten we schijnbaar hele landen uitroeien en beroven. Het is niet iets wat je om de 4 jaar kunt veranderen. Het is iets wat we generatie op generatie moeten gaan voorkomen. Word wakker.»

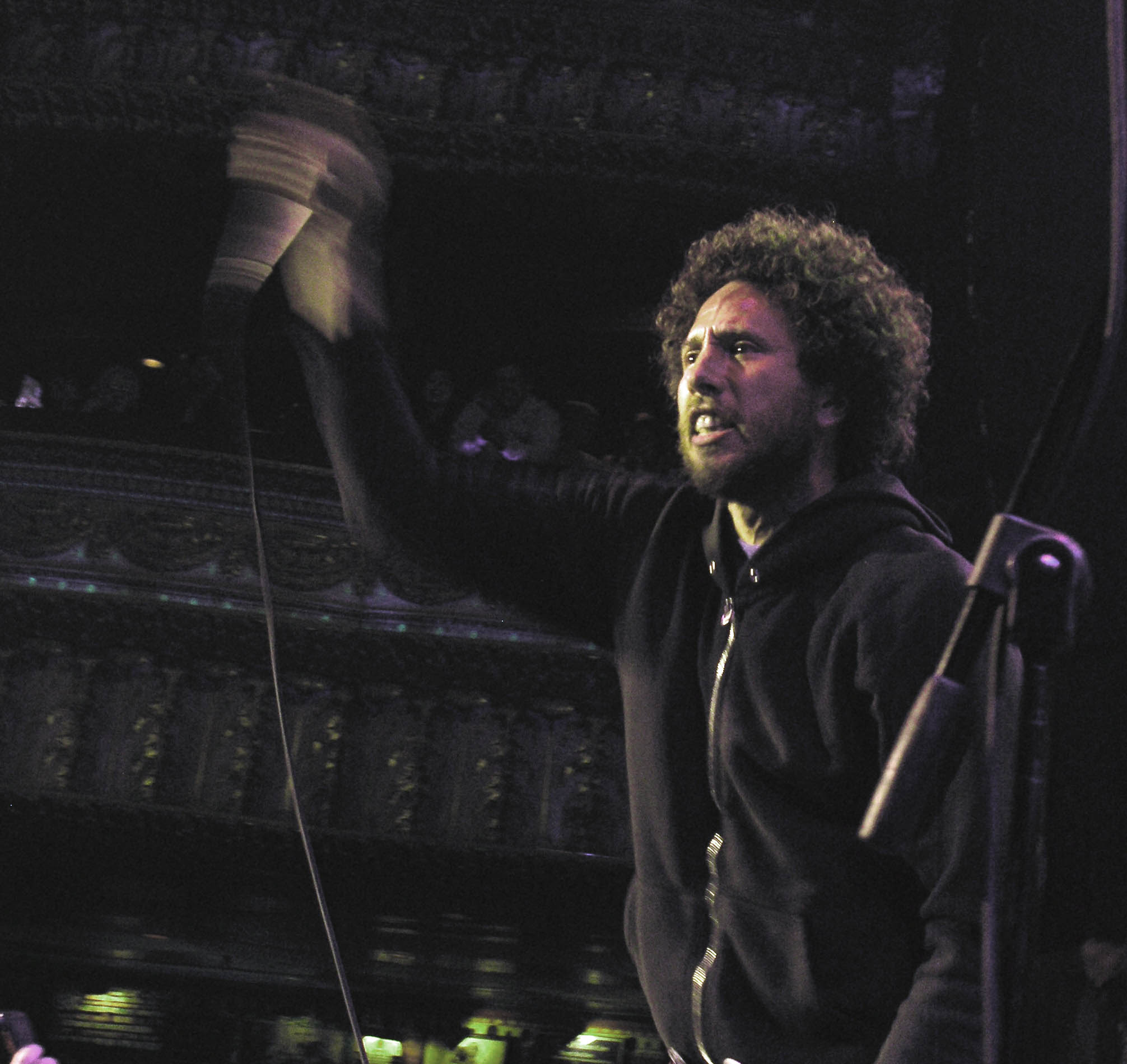
De la Rocha in 2007.

### EZLN
Rage Against the Machine, en dan met name De la Rocha, zijn grote aanhangers van het Zapatistisch Nationaal Bevrijdingsleger (EZLN), een revolutionaire beweging die in Mexico strijdt tegen de regering.
«Het is voor een bekende artiest als ik belangrijk om duidelijk te maken dat de Amerikaanse en de Mexicaanse regering ondanks hun bangmakerijen, wapens, immigratiewetten en militaire macht er toch niet in slagen de banden tussen de EZLN en Amerikanen te verbreken. Door concerten, video's, interviews, promotie tijdens optredens en onze teksten kunnen wij de ervaringen van de Zapatisten delen met het jonge publiek, ons publiek. Wij geven hun een mogelijkheid om in contact met de ELZN te komen, zowel in Mexico als in de VS.»

## Discografie

#### MetHard Stance
- 1989 • Face Reality

#### MetInside Out
- 1990 • No Spiritual Surrender

#### MetRage Against the Machine
- 1992 • Rage Against the Machine
- 1996 • Evil Empire
- 1999 • The Battle of Los Angeles
- 2000 • Renegades

#### Overig
- "Mumia 911" from Mumia 911 benefiet-album (1999) met dead prez, Afu-Ra, Black Thought en Last Emperor
- "C.I.A. (Criminals In Action)" van Lyricist Lounge, Volume One (2000) met KRS-One en Last Emperor
- "Burned Hollywood Burned" from Bamboozled soundtrack (2000) met Chuck D en The Roots
- "OmniAmerican" van "Amethyst Rock Star" Saul Williams (uncredited)
- "Centre of the Storm" van In the Mode, Roni Size/Reprazent (2000)
- "Release" van Blazing Arrow, Blackalicious (2002)
- "March of Death" verspreid via het internet (2003) met DJ Shadow
- "We Want It All" van Songs and Artists That Inspired Fahrenheit 9/11 (2004)
- "Act III Scene 2 (Shakespeare)" van Saul Williams, Saul Williams (2004)